# Staatspokal von Mato Grosso
Der Staatspokal von Mato Grosso, auch Gouverneurspokal (portugiesisch Copa Governador) oder Copa FMF genannt, war der Fußballverbandspokal des Bundesstaates Santa Catarina in Brasilien. Er wurde vom Landesverband der Federação de Mato-Grossense de Futebol (FMF) ausgerichtet.

## Geschichte
Der Staatspokal ist 2004 auf Initiative des damaligen Gouverneurs Blairo Maggi ins Leben gerufen und deshalb auch als Gouverneurspokal bezeichnet wurden. Seit 2010 ist mit seinem Gewinn die Qualifikation zum nationalen Pokalwettbewerb der Copa do Brasil verbunden. 2015 haben die teilnehmenden Vereine den Wettbewerb mit U-21 Nachwuchsmannschaften bestritten.
2017 gab das Superior Tribunal de Justiça Desportiva (STJD), zwei Monate nach dem Ende der Copa, dem União EC neun Punkte aus der ersten Runde an den Klub zurück. Mit diesen neun Punkten wurde União Vierter und qualifizierte sich für das Halbfinale anstatt des Mixto EC. Das bereits ausgetragene Halbfinale, Dom Bosco gegen Mixto, wurde annulliert und União spielte ein neues Halbfinale gegen Dom Bosco. União gewann im Finale im Elfmeterschießen.
Im November 2024 einigte sich der FMF mit den angeschlossenen Klubs darauf den Wettbewerb einzustellen.

## Pokalhistorie

### Gewinner nach Jahren
| - 2004 – Luverdense EC - 2005 – Operário FC - 2006 – Cacerense EC - 2007 – Luverdense EC - 2008 – Araguaia AC - 2009 – SE Vila Aurora - 2010 – Cuiabá EC | 0 | - 2011 – Luverdense EC - 2012 – Mixto EC - 2013 – Rondonópolis EC - 2014 – nicht ausgetragen - 2015 – CE Dom Bosco - 2016 – Cuiabá EC - 2017 – União EC | 0 | - 2018 – Mixto EC - 2019 – Luverdense EC - 2020 – abgesagt - 2021 – União EC - 2022 – Nova Mutum EC - 2023 – Mixto EC - 2024 – Operário FC |

### Statistik
| Titel | Verein          |
| ----- | --------------- |
| 4     | Luverdense EC   |
| 3     | Mixto EC        |
| 2     | Cuiabá EC       |
| 2     | União EC        |
| 2     | Operário FC     |
| 2     | Cacerense EC    |
| 2     | Araguaia AC     |
| 2     | SE Vila Aurora  |
| 2     | Rondonópolis EC |
| 2     | CE Dom Bosco    |
| 2     | Nova Mutum EC   |